# سنترال دارلینگ شایر
سنترال دارلینگ شایر (به انگلیسی: Central Darling Shire) یک منطقهٔ مسکونی در استرالیا است که در نیو ساوت ولز واقع شده‌است.